# Everybody Knows
Pour plus de détails, voir Fiche technique et Distribution.
Everybody Knows (titre original : Todos lo saben, litt. « Tout le monde le sait »), est un thriller franco-italo-espagnol écrit et réalisé par Asghar Farhadi, sorti en 2018.
C'est le premier film en espagnol d'Asghar Farhadi, son second film hors d'Iran après Le Passé. C'est également la neuvième collaboration entre Penélope Cruz et Javier Bardem.

## Synopsis
Laura revient de Buenos Aires avec ses deux enfants mais sans son mari dans son village natal, en Espagne, pour le mariage de sa sœur Ana. Elle y retrouve toute sa famille ainsi que Paco, viticulteur et ancien amant. Mais la fête tourne court lorsqu'Irene, la fille adolescente de Laura, disparaît au cours de la soirée de mariage et qu'une demande de rançon est exigée : l'unité familiale éclate et fait ressortir de vieux griefs.

## Fiche technique
- Titre original : Todos lo saben
- Titre anglais et français : Everybody Knows
- Réalisation et scénario : Asghar Farhadi
- Musique : Alberto Iglesias
- Photographie : José Luis Alcaine
- Montage : Hayedeh Safiyari
- Production : Álvaro Longoria et Alexandre Mallet-Guy
- Sociétés de production : Memento Films Production (France), Morena Films, Lucky Red, Untitled Films, France 3 Cinéma (France), Rai Cinema (Italie)
- SOFICA : Cofinova 14, Indéfilms 6
- Sociétés de distribution : Focus Features (États-Unis), Memento Films (France), Universal Pictures (Espagne), Universal Pictures International (Royaume-Uni)
- Pays d'origine :  Espagne |  France |  Italie
- Langue originale : espagnol
- Genre : thriller
- Durée : 130 minutes
- Format : couleurs - 1,85:1
- Dates de sortie : 
  -  France : 8 mai 2018 (Festival de Cannes : Ouverture) ; 9 mai 2018 (sortie nationale)
  -  Espagne : 14 septembre 2018

## Distribution
- Penélope Cruz (VF : Sara Martins) : Laura
- Javier Bardem (VF : Jérémie Covillault) : Paco
- Ricardo Darín (VF : Thibault de Montalembert) : Alejandro, le mari de Laura
- Eduard Fernández (VF : Bruno Abraham-Kremer) : Fernando, le mari de Mariana
- Bárbara Lennie (VF : Laure Berend-Sagols) : Bea, la compagne de Paco
- Inma Cuesta (VF : Kenza Lagnaoui) : Ana, la petite sœur de Laura
- Elvira Mínguez (VF : Carole Franck) : Mariana, la grande sœur de Laura
- Carla Campra (VF : Adèle Ferrier) : Irene, la fille de Laura
- Sara Sálamo (VF : Mathilde Cazeneuve) : Rocío, la fille de Mariana et Fernando
- Roger Casamajor (VF : Félicien Juttner) : Joan, le mari d'Ana
- Ramón Barea (VF : Jean-François Stévenin) : Antonio, le père de Laura
- José Ángel Egido (VF : Didier Flamand)  : Jorge, le policier à la retraite

## Production

### Attribution des rôles

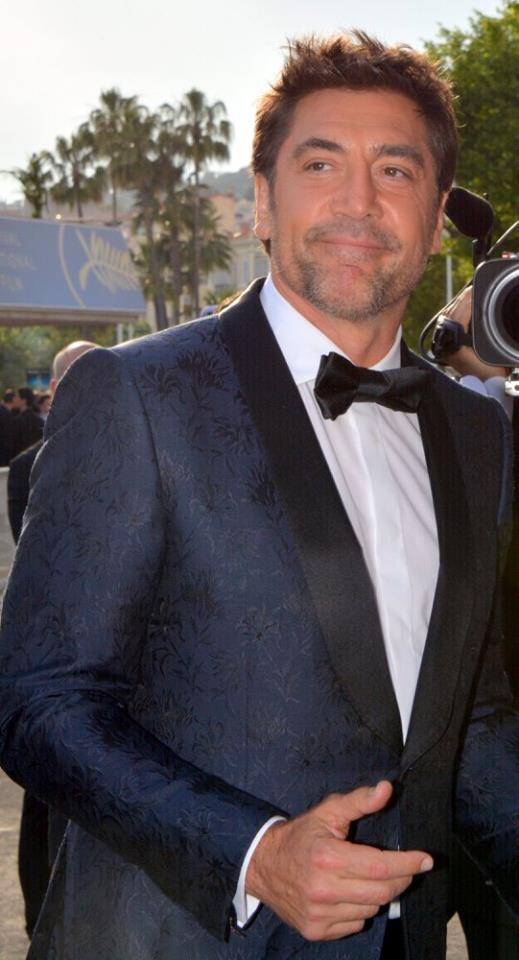
Javier Bardem pour la présentation du film au Festival de Cannes 2018.

Le film réunit les grands noms du cinéma en langue espagnole avec les deux stars espagnoles Penélope Cruz et Javier Bardem, et la star argentine Ricardo Darín ; les actrices Bárbara Lennie, Inma Cuesta, Elvira Mínguez et l'acteur Eduard Fernández complétant le casting.

### Tournage
Le tournage commence en août 2017 et se termine en décembre 2017.
Le tournage a lieu à Torrelaguna, près de Madrid.

### Musique
De Javier Limón (es)
- Se Muere por Volver (Mourir pour revenir), Javier Limón[5]
- Cuatro Estacionnes / Cuatro Coplas de Luna (Quatre Saisons / Quatre Couplets de la Lune), Javier Limón[6]
- Una de Esas Noches Sin Final (Une de ces nuits sans fin), Javier Limón, Inma Cuesta[7]

Autres artistes
- Te estoy amando locamente (Je t'aime à la folie), Felipe Campuzano (es)[8]
- Domingo raros, Carlos Sotos[9]
- Adiccion, Manzano

## Accueil

### Accueil critique
En France, le site Allociné recense une moyenne des critiques presse de 3,3/5, et des critiques spectateurs à 3,6/5.
Pour Thomas Sotinel du Monde, Everybody Knows est « un film souvent virtuose, parfois pesant (les deux frontières du talent de l'auteur), plus fragile aussi que les édifices imposants que formaient ses derniers scénarios, et, par là même, plus émouvant. [...] Il aurait peut-être fallu que Farhadi sacrifie tout à fait aux règles du film de genre, à commencer par la concision, pour que Todos lo saben soit une totale réussite. ».
Pour Samuel Douhaire de Télérama, Asghar Farhadi « montre comment un événement imprévu peut révéler à chacun ses failles intimes. [...] Farhadi prend certes son temps pour développer cet enjeu dramatique, avec des rebondissements un peu forcés, des situations trop démonstratives. Mais il réussit au passage de grands moments de cinéma. [...] Le cinéaste confirme par ailleurs qu'il est aussi un formidable directeur d’acteurs, malgré la barrière de la langue. Le casting réunit le gratin du cinéma espagnol, jusque dans les seconds rôles. ».
Pour Jean-Michel Frodon de Slate, « Farhadi est moins cinéaste que scénariste : il fabrique des intrigues à tiroirs et retournements qu'il illustre méticuleusement, avec pour principale sinon unique idée de mise en scène le recours au jeu systématiquement paroxystique de ses interprètes – ce qui leur vaut l'admiration de tous ceux, nombreux, qui confondent jeu d'acteur et performance sportive ».

### Box-office
- France : 811 549 entrées[14]

## Distinctions

### Sélection
- Festival de Cannes 2018 : Film d'ouverture, en sélection officielle